# Aston Martin DBS (2008)
Den här artikeln handlar om lyxbilen från 2008. För sportbilen från 1967 se Aston Martin DBS (1967).
Aston Martin DBS är en lyxsportbil från biltillverkaren Aston Martin som tillverkades 2008-2012. Den nya modellen annonserades från företaget redan i januari 2006, och hade inofficiell premiär  november 2006 när den visades upp i James Bond-filmen Casino Royale, där den kördes av Daniel Craig. De första bilarna levererades i början av 2008. Bilen är en utveckling av Aston Martin DB9 som den delar många komponenter med. DBS och DB9 är båda fyrsitsiga. Modellbeteckningen DBS har tidigare använts på en modell som tillverkades 1967-73, se Aston Martin DBS (1967)